# Siniša Končalović
Siniša Končalović (Osijek, 24 d'octubre de 1966) és un exfutbolista croat, que ocupava la posició de migcampista. Al llarg de la seua carrera va militar a les competicions de l'antiga Iugoslàvia, Espanya, Grècia, Àustria, Portugal i Bèlgica.

## Equips
- 1986/91 NK Osijek
- 1991/92 RCD Mallorca
- 1992/94 Panachaiki
- 1994/95 Estrela da Amadora
- 1995/96 Vorwärts Steyr
- 1996/97 Royal Antwerp FC
- 1997/99 Verbroedering Geel
- 1999/00 Sporting Charleroi
- 2000/01 Charleroi-Marchienne
- 2001/02 Capellen